# Resolutie 2335 Veiligheidsraad Verenigde Naties
Resolutie 2335 van de Veiligheidsraad van de Verenigde Naties werd unaniem door de VN-Veiligheidsraad aangenomen op 30 december 2016. De resolutie stond toe dat de geblokkeerde rekening waarmee kosten en schadevergoedingen in verband met het olie-voor-voedselprogramma werden gedekt een half jaar langer behouden bleef.
Secretaris-generaal Ban Ki-moon rapporteerde dat Irak en de Verenigde Naties in 2016 grotendeels overeenstemming hadden bereikt over de schadevergoedingen die het land diende te betalen. Er was echter meer tijd nodig om alles af te handelen, en hij vroeg de rekening nog zes maanden te behouden.
Volgens de Verenigde Staten, dat de resolutie had ingediend, waren er nog een paar openstaande kwesties tussen Irak en de Verenigde Naties, maar zou de zaak binnen onafzienbare tijd afgehandeld zijn.

## Achtergrond
Op 2 augustus 1990 viel Irak zijn zuiderbuur Koeweit binnen en bezette het land. De Veiligheidsraad veroordeelde de inval nog diezelfde dag middels resolutie 660 en later kregen de lidstaten carte blanche om Koeweit te bevrijden. Eind februari 1991 was die strijd beslecht en legde Irak zich neer bij alle aangenomen VN-resoluties. Hierna werd het olie-voor-voedselprogramma in het leven geroepen om de humanitaire noden van de Iraakse bevolking te lenigen.

## Inhoud
Middels resolutie 1958 had de Veiligheidsraad in 2010 de secretaris-generaal gevraagd een geblokkeerde rekening te openen om kosten in verband met de beëindiging van het olie-voor-voedselprogramma en schadevergoedingen aan de Verenigde Naties te dekken. Gedurende zes jaar mocht er tot 150 miljoen dollar op worden bewaard. Wat overbleef moest tegen 31 december 2016 overgemaakt worden aan de Iraakse overheid. Die datum werd nu verschoven naar 30 juni 2017.
Lijst ·  2260 ·  2261 ·  2262 ·  2263 ·  2264 ·  2265 ·  2266 ·  2267 ·  2268 ·  2269 ·  2270 ·  2271 ·  2272 ·  2273 ·  2274 ·  2275 ·  2276 ·  2277 ·  2278 ·  2279 ·  2280 ·  2281 ·  2282 ·  2283 ·  2284 ·  2285 ·  2286 ·  2287 ·  2288 ·  2289 ·  2290 ·  2291 ·  2292 ·  2293 ·  2294 ·  2295 ·  2296 ·  2297 ·  2298 ·  2299 ·  2300 ·  2301 ·  2302 ·  2303 ·  2304 ·  2305 ·  2306 ·  2307 ·  2308 ·  2309 ·  2310 ·  2311 ·  2312 ·  2313 ·  2314 ·  2315 ·  2316 ·  2317 ·  2318 ·  2319 ·  2320 ·  2321 ·  2322 ·  2323 ·  2324 ·  2325 ·  2326 ·  2327 ·  2328 ·  2329 ·  2330 ·  2331 ·  2332 ·  2333 ·  2334 ·  2335 ·  2336